# The Warm Sound
| Recensione | Giudizio |
| ---------- | -------- |
| AllMusic   | [ 1 ]    |

The Warm Sound è il primo album discografico del trombettista jazz statunitense Johnny Coles (a nome della The Johnny Coles Quartet), pubblicato dalla casa discografica Epic Records nell'agosto del 1961.

## Tracce

### LP
Lato A
1. Room 3 – 5:40 (Johnny Coles) – Registrato il 10 aprile 1961 a New York City, New York
2. Where – 7:50 (Randy Weston) – Registrato il 10 aprile 1961 a New York City, New York
3. Come Rain or Come Shine – 5:32 (Johnny Mercer, Harold Arlen) – Registrato il 13 aprile 1961 a New York City, New York

Lato B
1. Hi-Fly – 5:37 (Randy Weston) – Registrato il 13 aprile 1961 a New York City, New York
2. Pretty Strange – 5:47 (Randy Weston) – Registrato il 13 aprile 1961 a New York City, New York
3. If I Should Lose You – 5:22 (Leo Robin, Ralph Rainger) – Registrato il 13 aprile 1961 a New York City, New York

### CD
Edizione CD del 1995, pubblicato dalla Koch Jazz Records (KOC 3-7804-2)
1. Room 3 – 5:42 (Johnny Coles)
2. Where – 7:47 (Randy Weston)
3. Come Rain or Come Shine – 5:31 (Johnny Mercer, Harold Arlen)
4. Hi-Fly (Take 5) – 5:36 (Randy Weston)
5. Pretty Strange – 5:47 (Randy Weston)
6. If I Should Lose You – 5:20 (Leo Robin, Ralph Rainger)
7. Babe's Blues – 5:15 (Randy Weston) – Traccia bonus, registrato il 10 aprile 1961 a New York City, New York
8. Hi-Fly (Take 2) – 8:53 (Randy Weston) – Traccia bonus - Alternate Take, brano inedito, registrato il 13 aprile 1961 a New York City, New York

## Musicisti
- Johnny Coles - tromba
- Kenny Drew - pianoforte
- Randy Weston - pianoforte (brano: Hi-Fly (Take 2))
- Peck Morrison - contrabbasso
- Charlie Persip - batteria

Note aggiuntive
- Mike Berniker - produttore
- Barry Feldman - produttore riedizione su CD
- Registrazioni effettuate al CBS 30th Street Studios di New York City, New York (Stati Uniti)
- Fred Plaut e Robert Waller - ingegneri delle registrazioni originali
- Tre tracce mixate e mastering da: Ken Robertson, Sony Music Studios (New York City) l'8 febbraio 1995
- Jeff Zaraya - digital editing[3]
- Mike Berniker - note retrocopertina album originale
- Henry Parker - foto copertina album originale[4]